# 걸 (하)

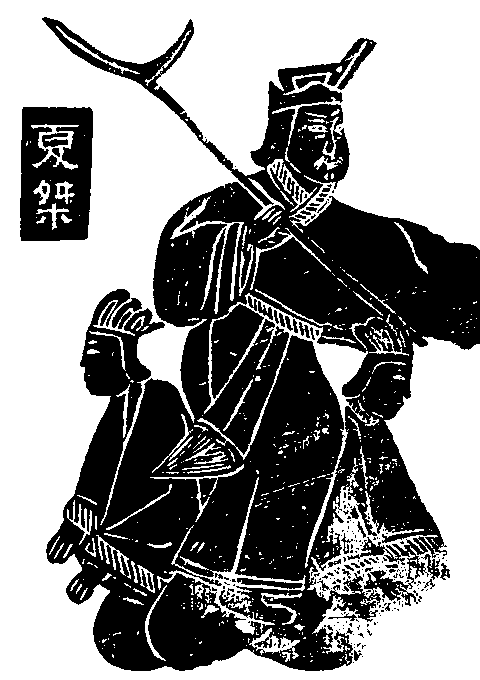

걸(桀)은 하나라의 마지막 군주로, 포악하고 사치스러웠던 것으로 널리 알려져 있다.

## 생애
걸은 원래 주변을 정복하는 군주였다. 한번은 현재의 산둥성 쪽에 있는 유시(有施)를 공격했는데, 때문에 유시는 약탈을 당하고 많은 사람들이 죽었다. 유시의 사람들은 걸의 공격을 돌리기 위해 매희(妹喜)라는 아름다운 여자를 진상했다. 그 이후 걸은 정사를 뒤로하고 매희와의 사치에만 빠졌다.
매희는 유시 사람들의 복수를 위해서라도 걸의 사치를 부추겼다. 하루는 걸이 전국에서 잡아들인 소녀들과 춤판을 벌인 후 술을 한 잔씩 하사했다. 각지에서 잡아온 여자들이 매우 많았으므로 술을 따르는 데 시간이 많이 들었다. 이에 매희는 일일이 술을 따르는 것을 기다리는 것이 지루하므로, 술로 연못을 만들고, 연못 둘레에 고기의 숲을 만들어 즐기자고 제안하였다. 여기에서 주지육림이라는 사자성어가 생겼다. 공사가 끝난 후 걸은 매희와 함께 술로 만든 연못에 배를 띄운 후, 나무에 고기가 매달려있는 모습을 보며 무희들의 춤을 구경하였다고 한다. 이 외에도 매희는 3천 명의 궁녀를 모으고, 각각의 궁녀들에게 오색 자수의 옷을 입히자는 제안을 해, 각처에서 여자와 옷감, 기술자가 징발되었다.
충신이었던 관용봉(關龍逢)은 이러한 상황에 대해 용기를 내어 간언했으나 오히려 죽임을 당한다. 또 다른 충신이었던 이윤(伊尹) 역시 걸에게 간언하려다가 겨우 죽임을 모면하였다. 하나라의 제후이자 제후의 우두머리 격인 방백(方伯)이었던 은(殷)의 탕(湯) 역시 백성들을 위해 걸에게 여러 차례 올바른 정치를 진언했지만, 오히려 다른 이들처럼 죽임을 당할 뻔하였다가 진상품을 바쳐 위기에서 벗어났다.
이 일이 있은 후 걸의 옛 부하인 이윤과 탕을 따르는 제후들이 걸을 쫓아낼 것을 건의하였고, 탕 역시 이를 받아들여 전국에 걸 토벌의 포고를 내걸었다. 걸은 이를 막을 수 없어 도망가는 도중에 살해당했으며, 탕은 왕위에 올라 상나라의 시조인 탕왕이 되었다.

## 같이 보기
- 태산진

## 참고 문헌
- 柳正熙(2004), 《中國 夏王朝에 대한 簡略한 理解》, 서울:현대기획